# Озеро-Петровське
О́зеро-Петро́вське (рос. Озеро-Петровское) — село у складі Троїцького району Алтайського краю, Росія. Входить до складу Заводської сільської ради.

## Населення
Населення — 369 осіб (2010; 502 у 2002).
Національний склад (станом на 2002 рік):
- росіяни — 97 %